# الطرد (فلم 2013)
الطرد (بالإنجليزية: The Package)، هو فيلم حركة وجريمة، تم إنتاجه في الولايات المتحدة وكندا، وصدر سنة 2013، بطولة ستون كولد ستيف أوستن ودولف لندجرين.

## القصة
طرد يُكلف أحد الأشخاص بتوصيله إلى زعيم عصابة، وفي الطريق يعترضه رجال عصابة أخرى في محاولة لسرقة ذلك الطرد منه.

## الميزانية والإيرادات
حقق الفيلم أرباح تقدر بـ 1,469 دولار (في الولايات المتحدة فقط).

## وصلات خارجية
- الطرد على موقع IMDb (الإنجليزية)
- الطرد على موقع روتن توميتوز (الإنجليزية)
- الطرد على موقع قاعدة بيانات الأفلام العربية
- الطرد على موقع ألو سيني (الفرنسية)
- الطرد على موقع أول موفي (الإنجليزية)
- الطرد على موقع قاعدة بيانات الفيلم (الإنجليزية)
- الطرد على موقع ليتربوكسد (الإنجليزية)
- الطرد على موقع كينوبويسك (الروسية)